# Smirnoff

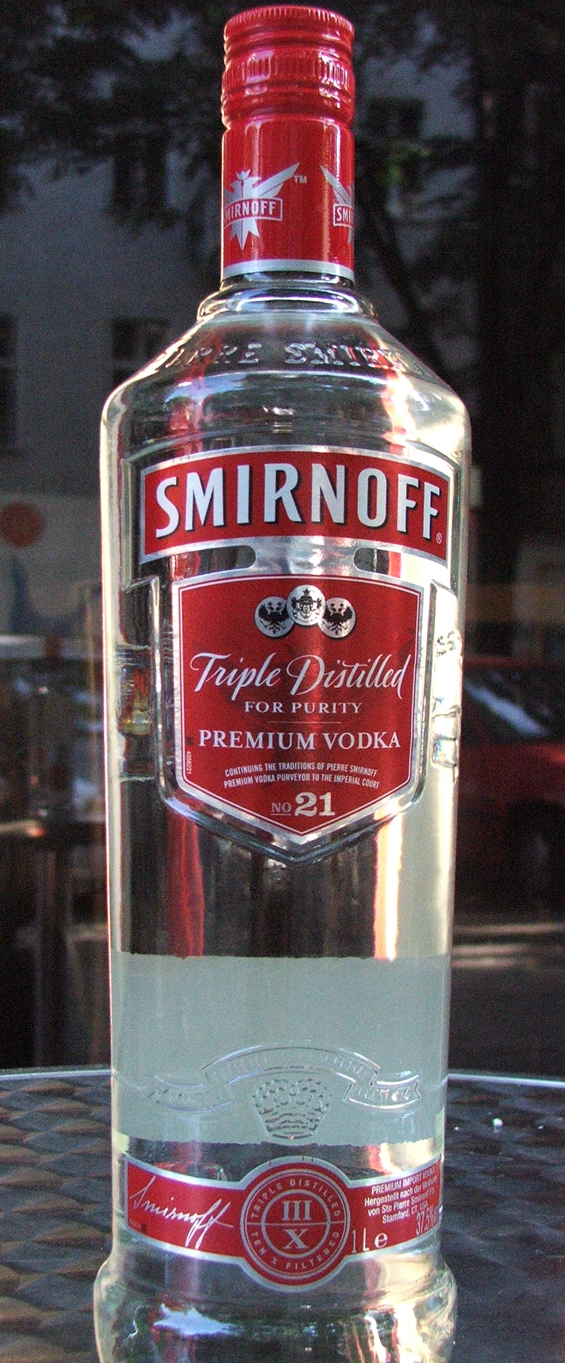
Chai rượu Vodka Smirnoff

Smirnoff là thương hiệu rượu vodka có xuất xứ từ Nga, nhưng hiện nay đang thuộc sở hữu bởi một công ty Anh. Đây là một trong những thương hiệu rượu mạnh số một thế giới tính về số lượng. Có mặt từ miền qua xa xôi của nước Nga cho đến miền Tây vào những năm 1950 và 1960, vodka Smirnoff luôn nằm trong danh mục vodka hàng đầu.

## Sản xuất thương hiệu Smirnoff No.21
Chưng cất ba lần
Chắt lọc từ từ trong vòng 8 tiếng với 10 bó than củi to
Quá trình chưng cất mở rộng để cho ra đời loại vodka thuần khiết nhất có thể
Nước được sử dụng thuộc vào loại tốt nhất, khử khoáng, lọc và kiểm tra 7 lần

## Smirnoff Black
Tôn vinh các phương pháp sản xuất vodka truyền thống của Nga
Sử dụng các nồi chưng cất bằng đồng 150 năm tuổi
Được làm bởi các bậc thầy chưng cất để cho ra các mẻ nhỏ
Quy trình tạo ra một loại đặc sản đậm đà

## Lịch sử thương hiệu
Vào đầu những năm 1860 Piotr Arsenyevitch Smirnoff bắt đầu kinh doanh rượu Vodka và các loại rượu khác chất lượng cao
1864 ông phát minh ra cách chưng cất riêng, tại nhà kinh doanh của P.A.Smirnoff
Ông sử dụng tài kinh doanh của mình và có được thành công nhanh chóng không những trong nước mà còn quốc tế
Lò chưng cất của ông được đóng mộc chứng thực bởi chính quyền Liên Xô cũ năm 1886
Chính quyền Liên Xô cũ cho phép ông in hình áo khoác quân đội nhà nước lên chai của mình
Từng nhận huy chương vàng tại cuộc thi San Francisco World Spirits năm 2003